# Frigg

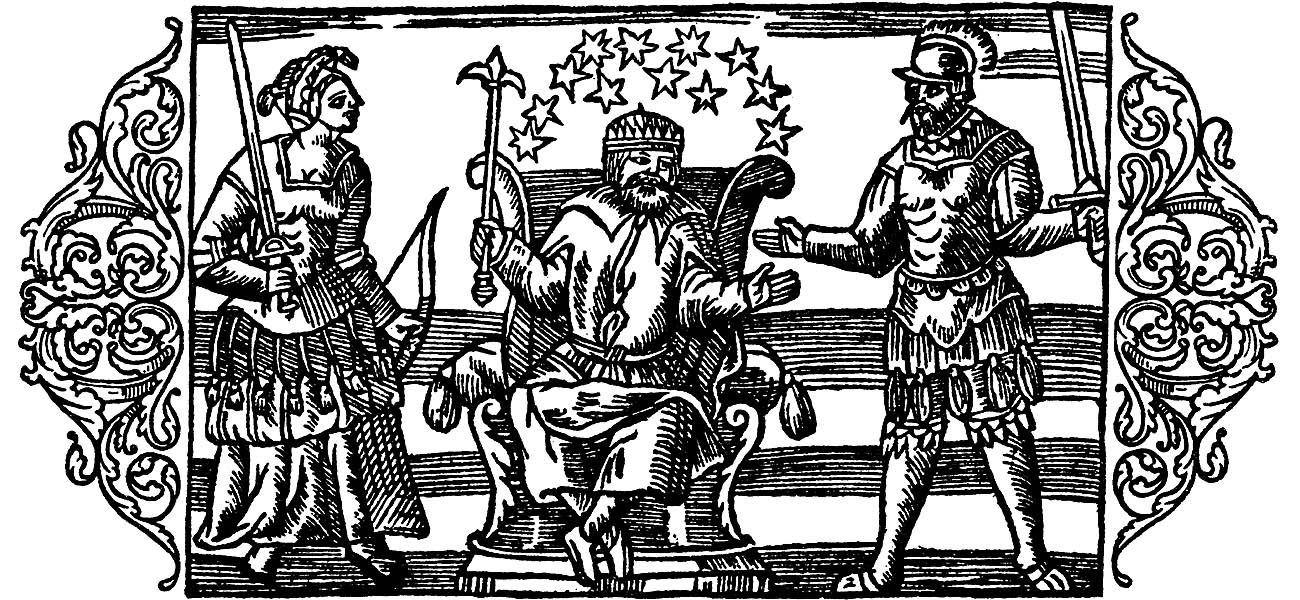
Frigg avbildad som en av de främsta gudarna tillsammans med Tor och Oden i Olaus Magnus Historia om de nordiska folken.

Frigg eller Frigga (”den älskade”) är i nordisk mytologi gudarnas drottning och Asgårds härskarinna. Enligt sagalitteraturen är hon Odens legitima maka och moder till Balder. Hon var dotter till Fjorgynn. Hon identifieras med planeten Venus, som i Norden kallades Friggjarstjarna.

## Beskrivning
Som äktenskapets beskyddare lever inte Frigg tillsammans med sin make Oden utan bor i Fensalarna ("Hallarna  i träskmarkerna"). I detta liknar hon de övriga nordiska gudinnorna, som alla hade egna boningar, ofta i närhet till eller rent på botten av mindre vatten. 
Frigg är den främsta och visaste av asynjorna. Hon har vetskap om alla människors öden, men yppar inget frivilligt. Om man åkallar Frigg i någon fråga kan det vara svårt att veta vad man kan få för svar.
Hennes tjänstekvinna heter Fulla. Hon bär Friggs skrin och vårdar hennes skodon, och hon är helt invigd i det Frigg gör. Hennes andra tjänstekvinna är Gna som är hennes budbärare. Gna äger hästen Hofvarpner som inte bara springer på jorden utan även genom luften och på vatten. Likt Freja har Frigg en falkhamn.

## Mytologi

### Frigg och Balder
Myten om hur Frigg beskyddar sonen Balder sedan han drabbats av onda drömmar har däremot jämförts med myter från Främre Orienten om den lidande, döende och återuppståndne unge guden.  Detta mönster är numera övergivet i den religionshistoriska forskningen.   I stället har man sett Friggs handlande som moderlig omsorg, medan hon kan behandla sin make Oden ganska illa.   

### Frigg och Oden
I Eddadikten Grimnesmåls prosainledning berättas om att Frigg, genom att sprida ett rykte om att han skulle vara en farlig trollkarl, förorsakar att Oden blir torterad hos kung Grimnir i sju nätter innan han genom trolldom lyckas slita sig ur bojorna.
Frigg skulle också ha bedragit sin make med hans bröder Vile och Ve, enligt inledningen till Heimskringla, som finns utgiven som Snorre Sturlason Nordiska kungasagor del 1. Dock var även Oden otrogen och hade många frillor och kärestor).

## Namn
Hlin är  ett annat namn på Frigg eller ett namn som i skaldediktningen betyder "kvinna". Namnet betyder "beskyddare".   Däremot är Frigg inte identisk med Saga, som nämns i dikten Grimnesmål. Saga är en av guden Odens många älskarinnor och hon bor i Sökkvabekkr.

### Teorin om Frigg och Freja
Hos de germanska stammarna på kontinenten kallades Frigg för Frija eller Frea, enligt Paulus Diaconus' Historia Langobardorum, ett namn som trots likheten inte är besläktat med Freja.  Vissa forskare menar ändå att Frigg och Freja båda emanerat ur en äldre germansk gudinna, trots att deras namn har olika grundformer. Andra framhåller i stället olikheterna mellan de båda gudinnorna. Under de senaste decennierna har tanken framförts att Frigg och Freja skulle vara lokala namn på samma gudinna, vilket knappast kan förklara att gudinnorna framställs som separata gudinnor i de skriftliga källorna.  Däremot råder ingen tvekan om att bilden av Frigg som Odens hustru har påverkats av bilden av Hera i den grekiska mytologin.

## Eftermäle
Frigg har gett namnet åt asteroiden 77 Frigga.

### Frigg och fredagen
Både Elof Hellquist och Elias Wessén anser i sina etymologiska ordböcker att veckodagen fredag är uppkallad efter Frigg.   Hon motsvarar därmed Venus i den romerska kalendern.   På fornisländska var det "frjádagr" och på fornsvenska "Freadagher", vilket härleder till "Frjá" eller "Frea", som är ett annat namn för Frigg (jmf isländska "sjá" och fornsvenska "sea", d.v.s. "se").

## Frigg i folktron
Enligt folktron i södra Småland var Frigg maka till Thore-Gud (Tor). Man aktade sig för att röra spinnrocken på torsdagskvällen eftersom Thore-Gud och Frigge kunde komma på besök för att låna den. Hon nämns även i en besvärjelse mot floget på hästar nedtecknad i norra Småland.
Friggs spinnrock har gett namn åt de tre stjärnorna i Orions bälte.  Dessa kallas nämligen för Friggerocken eller Friggetenen i stora delar av Götaland.